# Kataphraktosz

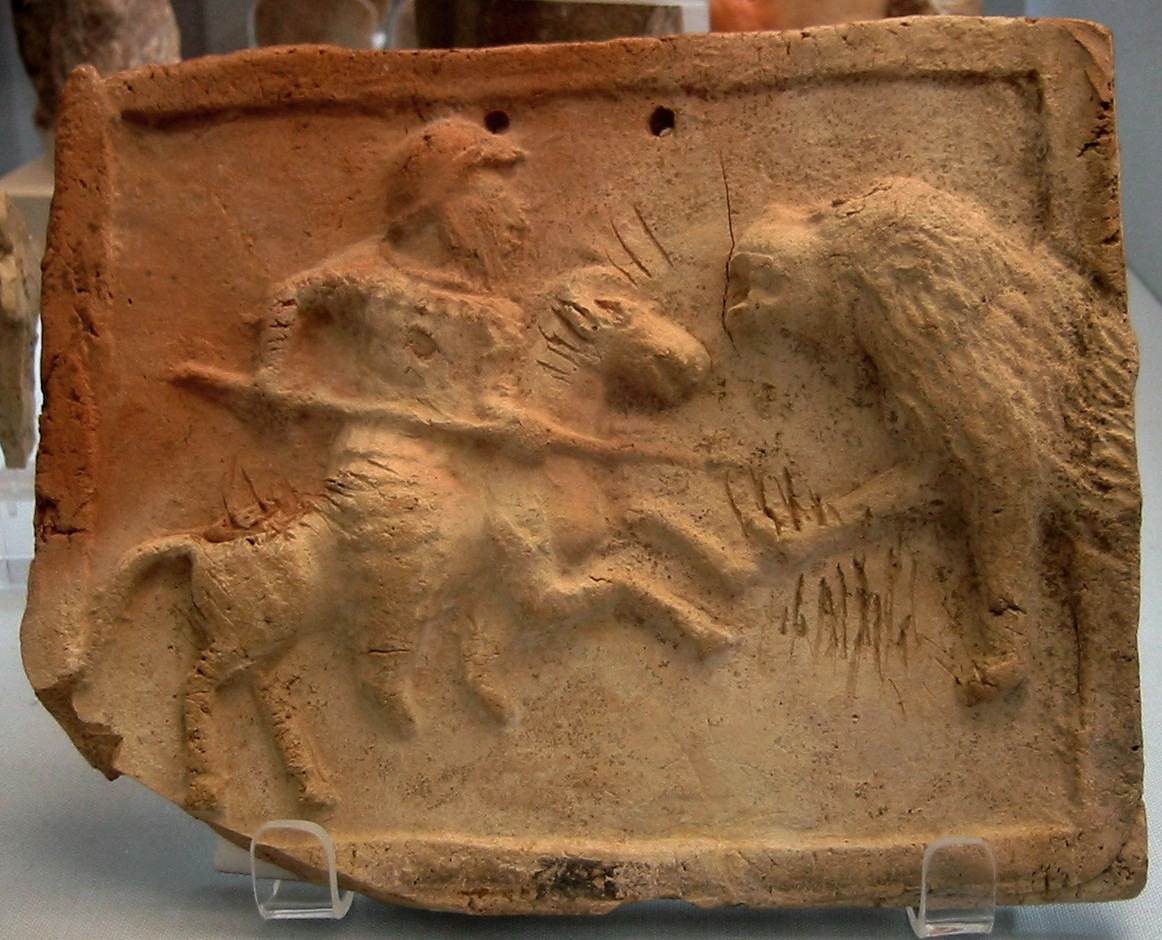
Pártus cataphractarius oroszlán ellen küzd. Dombormű a londoni British Museumban

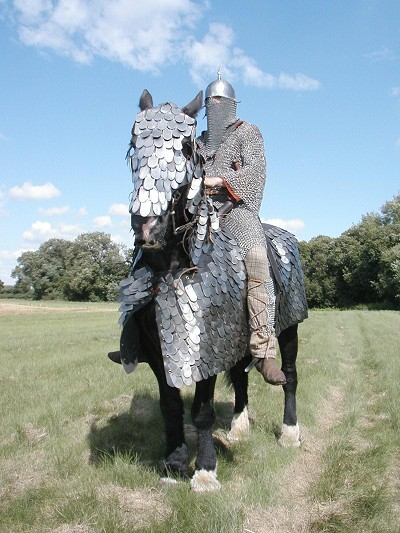
Szászánida kataphrakta

A kataphraktosz (ógörögül: κατάφρακτος, többes számban kataphraktoi: κατά - „teljesen”, φρακτος -„fedett, védett”, latinul: cataphractarius, clibanarius) egyfajta nehézlovasság volt, amelyet kezdetben ókori kelet-iráni törzsek alkalmaztak, majd átvették a görögök és a rómaiak is. A kataphrakt nehézfegyverzetű, páncéllal borított lovas volt. A szó kezdetben azt a fajta páncélt jelölte, amely beborította a katonát és lovát, később magára a lovasra kezdték alkalmazni. Kataphrakt lovasság a kora ókortól egészen a középkor végéig létezett.
A nehézlovasság a hellenizmus időszakában nagy fejlődésen ment át. A makedón hetairoszok és a perzsa páncélos lovasság ötvözésével létrejött új típusú kataphrakt lovasság keleten alapvető fegyvernem lett. A pártus kataphrakták a birtokos nemesség köréből kerültek ki, hiszen ők tudták a páncélzatot és a fegyverzetet megfizetni. Kataphrakt lovasságot alkalmaztak a pártus dinasztia, az iráni szarmaták, az örmények, a Szeleukidák, a pergamoniak, a szászánidák, a Római Birodalom és a Bizánci Birodalom.
A rómaiak első ízben Pürrhosz ellen hadakozva az i. e. 3. században találták szembe magukat kataphraktokkal. A pártus-háborúk során mind a nehézlovasság, mint a lovas íjászok és a könnyűlovasság nagy gondot okozott a hadvezetésnek. A rómaiak Hadrianus uralma idején (117 - 138) kezdték el alkalmazni ezt a fegyvernemet. Az i. e. 1. századtól a terjeszkedő pártus és a szászánida dinasztiák kataphraktjai sokszor okoztak komoly gondot a római seregeknek, döntő szerepet játszottak például a rómaiak számára katasztrófába torkolló carrhaei csatában. A Római Birodalom tömegesen csak a 3. illetve a 4. századtól kezdte el alkalmazni a kataphrakt alakulatokat, válaszként a gyorsan mozgó barbár seregek betöréseire az északi határokon, ez az újítás főképp Gallienus császár, illetve hadvezére, Aureolus nevéhez köthető.

## Fordítás
- Ez a szócikk részben vagy egészben  a   Cataphract című angol Wikipédia-szócikk ezen változatának fordításán alapul.  Az eredeti cikk szerkesztőit annak laptörténete sorolja fel. Ez a jelzés csupán a megfogalmazás eredetét és a szerzői jogokat jelzi, nem szolgál a cikkben szereplő információk forrásmegjelöléseként.